# 헝가리 사회당
헝가리 사회당(헝가리 社會黨; 헝가리어: Magyar Szocialista Párt 머저르 소치얼리시터 파르트[*], MSZP)은 헝가리의 친유럽주의 성향 사회민주주의 정당이다. 이 정당은 본래 중도좌파적 경향이 강했으나 현재는 우경화되어 중도를 추구하고 있다.

## 역사
1989년 헝가리 사회노동당의 반카다르 파벌이 탈당해 이 정당을 만들었다. 같은해 친카다르 파벌은 헝가리 노동당을 설립했다. 1990년 헝가리 총선에서 최초로 33석을 획득했고 1994년에 헝가리 사회당 역사상 가장 많은 의석인 209석을 확보하게 되었다. 1998년에 피데스가 헝가리의 최대 정당으로 부상하면서 연정이 붕괴되었다가 2002년에 집권한지 8년 만에 피데스를 누르고 정권을 탈환하게 되었다.
2006년 총선에서 오르반 빅토르가 이끄는 피데스는 정권 탈환을 노렸지만 190석을 획득과 동시에 재집권했다. 그러나 헝가리 경제 위기로 집권 연립 정권이 붕괴되는 등 혼란이 이어졌고, 2010년 4월 총선에서 의회 3분의 2가량 의석을 피데스에 패배해 과반수를 잃게 되었다.

## 역대 당 대표
| #    | 대표                | 기간                  | 비고 |
| ---- | ------------------- | --------------------- | ---- |
| 1대  | 녜르슈 레죄         | 1989년부터 1990년까지 |      |
| 2대  | 호른 줄러           | 1990년부터 1998년까지 |      |
| 3대  | 코바치 라슬로       | 1998년부터 2004년까지 |      |
| 4대  | 아데르 야노시       | 2002년부터 2003년까지 |      |
| 5대  | 힐레르 이슈트반     | 2004년부터 2007까지   |      |
| 6대  | 렌드버이 일디코     | 2009년부터 2010년까지 |      |
| 7대  | 메슈테르하지 어틸러 | 2010년부터 2014년까지 |      |
| 임시 | 보트카 라슬로       | 2014년                |      |
| 8대  | 토비아시 요제프     | 2014년부터 2016년까지 |      |
| 9대  | 몰나르 줄러         | 2016년부터 2018년까지 |      |
| 10대 | 토트 베르털런       | 2018년부터 현재까지   |      |

## 역대 선거결과

### 헝가리 의회
| 연도   | 득표수    | 득표율      | 의석 수   | 의석 수 변동 | 집권 여부 |      |
| ------ | --------- | ----------- | --------- | ------------ | --------- | ---- |
| 1990년 | 419,152   | 10.9% (#4)  | 33 / 386  | 보합         | 집권 여부 | 야당 |
| 1994년 | 2,921,039 | 33.0% (#1)  | 209 / 386 | 176          | 여당      |      |
| 1998년 | 1,263,522 | 28.18% (#1) | 134 / 386 | 128          | 야당      |      |
| 2002년 | 2,361,997 | 42.0% (#1)  | 178 / 386 | 44           | 여당      |      |
| 2006년 | 2,336,705 | 43.2% (#1)  | 190 / 386 | 12           | 여당      |      |
| 2010년 | 990,428   | 19.3% (#2)  | 59 / 386  | 131          | 야당      |      |
| 2014년 | 1,290,806 | 25.67% (#2) | 29 / 199  | 30           | 야당      |      |
| 2018년 | 635,283   | 12.33% (#4) | 15 / 199  | 9            | 야당      |      |

### 유럽 의회
| 년도   | 합계      | 득표율 | 의석   | 의석 수 변동 | 순위 |
| ------ | --------- | ------ | ------ | ------------ | ---- |
| 2004년 | 1,054,921 | 34.3%  | 9 / 24 | 보합         | #2   |
| 2009년 | 503,140   | 17.37% | 4 / 22 | 5            | #2   |
| 2014년 | 252,751   | 10.9%  | 2 / 21 | 2            | #3   |
| 2019년 | 229,551   | 6.61%  | 1 / 21 | 1            | #3   |